# CJ Egan-Riley
Conrad Jaden Egan-Riley, plus connu sous le nom de CJ Egan-Riley, né le 2 janvier 2003 à Manchester en Angleterre, est un footballeur anglais qui évolue au poste de défenseur central à l'Olympique de Marseille.

## Biographie

### Manchester City
Né à Manchester en Angleterre, CJ Egan-Riley est formé par Manchester City. Il est titularisé en novembre 2020 lors de la finale de la FA Youth Cup contre les jeunes du Chelsea FC, remportée par son équipe sur le score de trois buts à deux.
Le 21 septembre 2021, CJ Egan-Riley joue son premier match en professionnel lors d'une rencontre de coupe de la Ligue anglaise face au Wycome Wanderers FC. Il est titularisé lors de cette rencontre remportée par son équipe sur le score large de six buts à zéro,.
Il joue son premier match de Ligue des champions le 9 mars 2022 face au Sporting CP (0-0 score final). Titularisé au poste d'arrière droit, sa prestation est saluée par son entraîneur, Pep Guardiola, après la rencontre.

### Burnley FC
Le 1er juillet 2022, CJ Egan-Riley s'engage en faveur du Burnley FC.
Egan-Riley joue son premier match pour Burnley le 23 août 2022, à l'occasion d'une rencontre de coupe de la Ligue anglaise face à Shrewsbury Town. Il est titularisé en défense centrale ce jour-là et son équipe s'impose par un but à zéro.
Le 30 janvier 2023, il est prêté au  Hibernian FC jusqu'à la fin de la saison.
Le 1er février 2024, il est prêté au PSV Eindhoven.
À son retour à Burnley lors de l'été 2024, il commence la saison de Championship sur le banc mais obtient la confiance de son entraîneur Scott Parker et enchaîne les titularisations à partir de la 6e journée.

### Olympique de Marseille (depuis 2025)
Le 14 juin 2025, l'Olympique de Marseille officialise l’arrivée de Egan-Riley dans la cité phocéenne.

### En sélection
Avec l'équipe d'Angleterre des moins de 17 ans il joue un total de cinq matchs en 2019, tous en tant que titulaire.
Il joue pour la première fois avec les moins de 19 ans en septembre 2021, et un match remporté face à l'Italie deux buts à zéro.

## Statistiques

### En club
| Saison                | Club                   | Championnat             | Championnat | Championnat | Championnat | Coupe nationale | Coupe nationale | Coupe nationale | Coupe de la Ligue | Coupe de la Ligue | Coupe de la Ligue | Compétition(s) continentale(s) | Compétition(s) continentale(s) | Compétition(s) continentale(s) | Compétition(s) continentale(s) | Total | Total | Total |
| Saison                | Club                   | Division                | M.          | B.          | P.d.        | M.              | B.              | P.d.            | M.                | B.                | P.d.              | Comp.                          | M.                             | B.                             | P.d.                           | M.    | B.    | P.d.  |
| 2021-2022             | Manchester City        | Premier League          | 1           | 0           | 0           | 0               | 0               | 0               | 1                 | 0                 | 0                 | C1                             | 1                              | 0                              | 0                              | 3     | 0     | 0     |
| 2022-2023             | Burnley FC             | Championship            | 3           | 0           | 0           | 0               | 0               | 0               | 3                 | 0                 | 0                 | -                              | -                              | -                              | -                              | 6     | 0     | 0     |
| 2024-2025             | Burnley FC             | Championship            | 41          | 1           | 1           | 1               | 0               | 0               | 1                 | 0                 | 0                 | -                              | -                              | -                              | -                              | 43    | 1     | 1     |
| Sous-total            | Sous-total             | Sous-total              | 44          | 1           | 1           | 1               | 0               | 0               | 4                 | 0                 | 0                 | -                              | -                              | -                              | -                              | 49    | 1     | 1     |
| 2022-2023             | Hibernian FC (prêt)    | Scottish Premier League | 14          | 0           | 0           | -               | -               | -               | -                 | -                 | -                 | -                              | -                              | -                              | -                              | 14    | 0     | 0     |
| 2023-2024             | Jong PSV (prêt)        | Eerste Divisie          | 13          | 0           | 0           | -               | -               | -               | -                 | -                 | -                 | -                              | -                              | -                              | -                              | 13    | 0     | 0     |
| 2025-2026             | Olympique de Marseille | Ligue 1                 | 1           | 0           | 0           | -               | -               | -               | -                 | -                 | -                 | C1                             | -                              | -                              | -                              | 1     | 0     | 0     |
| Total sur la carrière | Total sur la carrière  | Total sur la carrière   | 73          | 1           | 1           | 1               | 0               | 0               | 5                 | 0                 | 0                 | -                              | 1                              | 0                              | 0                              | 80    | 1     | 1     |

## Palmarès

### En club
- Burnley (1) :
  - Champion de Championship en 2023
  - Vice-champion de Championship en 2025.

### En sélection nationale
- Angleterre espoirs (1) :
  - Vainqueur du championnat d'Europe espoirs en 2025.

### Distinctions individuelles
- Membre de l'équipe-type de D2 anglaise en 2025 (EFL Awards)[13].
- Meilleur jeune joueur du mois EFL (en) en février 2025.